# SoL-partiet Sölvesborg och Lister
SoL-partiet Sölvesborg och Lister (SoL) är ett lokalt politiskt parti i Sölvesborgs kommun.

## Historik
Partiet bildades inför kommunalvalet 2014. Partiet kom in i kommunfullmäktige med 240 röster (2,10 %) och ett mandat. Partiet har även varit registrerat för val till landstingsfullmäktige i Blekinge 2014 och 2018 men kom inte in i något av valen. SoL-partiet styrde kommunen tillsammans med Moderaterna, Kristdemokraterna och Sverigedemokraterna efter valet 2018.
Efter valet 2022 tappade partiet ett mandat och fick 283 röster (2,40 %). På grund av interna stridigheter mellan M och SD föll Samstyret. En ny allians bildades mellan SoL-partiet, Moderaterna, Socialdemokraterna och Centerpartiet.

## Politik
Partiet är tvärpolitiskt. En av partiets hjärtefrågor är att Sölvesborgs kommun ska närma sig Region Skåne för att på sikt slås ihop med Bromölla kommun, bland annat för bättre befolkningsunderlag och för att få tillgång till Centralsjukhuset Kristianstad.

## Valresultat

### Sölvesborgs kommun
| År   | Röster | %    | Mandat  |
| ---- | ------ | ---- | ------- |
| 2014 | 240    | 2,10 | 1 av 49 |
| 2018 | 429    | 3,63 | 2 av 49 |
| 2022 | 283    | 2,40 | 1 av 49 |

### Blekinge läns landsting
| År   | Röster | %    | Mandat  |
| ---- | ------ | ---- | ------- |
| 2014 | 529    | 0,52 | 0 av 47 |
| 2018 | 283    | 0,27 | 0 av 57 |